# اچ‌دی ۱۷۳۷۸۰
اچ‌دی ۱۷۳۷۸۰ یک ستاره است که در صورت فلکی شلیاق قرار دارد.